# Каррак
Каррак (кирг. Каррак) — село в Араванском районе Ошской области Кыргызстана. Входит в состав С. Юсуповского айылного аймака.

## География
Село расположено в западной части области, на расстоянии приблизительно 1 километра (по прямой) к юго-западу от села Араван, административного центра района.

## Население
Согласно оценочным данным Национального статистического комитета Кыргызской Республики, численность населения села на начало 2023 года составляла 1289 человек.
| год     | 2009 | 2014 | 2015 | 2020 | 2021 | 2023 |
| ------- | ---- | ---- | ---- | ---- | ---- | ---- |
| человек | 823  | 1124 | 1081 | 1196 | 1224 | 1289 |